# Bukovina u Přelouče
Bukovina u Přelouče là một làng thuộc huyện Pardubice, vùng Pardubický, Cộng hòa Séc.